# Indra Damai
Indra Damai is een bestuurslaag in het regentschap Aceh Selatan van de provincie Atjeh, Indonesië. Indra Damai telt 1670 inwoners (volkstelling 2010).